# بانک مرکزی اروپا
بانک مرکزی اروپا (به انگلیسی: European Central Bank) بانک مرکزی واحد پول یورو و مسئول اجرای سیاست پولی منطقهٔ یورو شامل ۱۹ کشور عضو است؛ که یکی از بزرگ‌ترین واحدهای پولی در جهان محسوب می‌شود. به گزارش بنکر (Banker)، هدف از تشکیل این نهاد اقتصادی حفظ تعادل قیمت‌ها با کنترل تورم بوده‌است.
بانک مرکزی اروپا بسیاری از اختیارات بانک مرکزی یک کشور را دارد، هر چند ابهامات دربارهٔ میزان استقلال این نهاد در مدیریت تقاضاهای پولی کشورهای عضو و جود دارد.

## تاریخچهٔ شکل‌گیری
پی‌ریزی تشکیل بانک مرکزی اروپا در سال ۱۹۹۲ و به دنبال تلاش اتحادیهٔ اروپا برای ایجاد اتحادیهٔ اقتصادی و پولی برای کشورهای حوزهٔ یورو انجام شد و در نهایت در یکم ژوئن ۱۹۹۸ بانک مرکزی اروپا به شکل کنونی کار خود را آغاز کرد.
مقر بانک مرکزی اروپا شهر فرانکفورت آلمان است که بزرگ‌ترین مرکز مالی در منطقهٔ یورو به‌شمار می‌آید.
رئیس کنونی بانک مرکزی اروپا، کریستین لاگارد فرانسوی است که چندی پیش جانشین ماریو دراگی ایتالیایی رئیس پیشین آن شد.

## نحوهٔ عملکرد
تصمیم‌سازی در بانک مرکزی اروپا از سوی شورای سیاست‌گذاری انجام می‌شود که از هیئت اجرایی و سران کشورهای حوزهٔ یورو تشکیل شده‌است.
مقامات بانک‌های مرکزی کشورهای اروپایی می‌توانند در تصمیم‌گیری‌های این نهاد پیشنهادهای خود را ارائه کنند، اما تصمیم نهایی را خود مقامات بانک مرکزی اروپا اتخاذ می‌کنند.

## موافقان و مخالفان
بانک مرکزی اروپا همچون هر نهاد دیگری موافقان و مخالفانی دارد که هر یک به دلایل ویژهٔ خود از این نهاد دفاع یا نسبت به آن انتقاد می‌کنند:
از نظر موافقان، وجود این نهاد برای حرکت آرام و روان منطقهٔ یورو الزامی است. آن‌ها همچنین بر این باورند که سیاست‌های پولی این نهاد به اتحادیهٔ اروپا در دستیابی به یک بازار واحد کمک می‌کند.
این در حالی‌ست که مخالفان این نهاد معتقدند که امکان ایجاد و پس از آن نیز حفظ واحد پول یکسان برای کشورهایی با الگوهای متفاوت رشد و پیشرفت وجود ندارد، چرا که شرایط آن‌ها باهم متفاوت است. به علاوه آن‌ها از عدم استقلال این روزهای این نهاد و سلطهٔ اعضای پرنفوذ بر آن ابراز نارضایتی می‌کنند
بانک مرکزی اروپا برای رسیدن به هدف تثبیت نرخ تورم پایین‌تر از سطح ۲ درصد اقدام به تغییر عرضهٔ پول می‌نماید. سیاست‌های پولی مهم‌ترین بخش فعالیت بانک مرکزی هر کشوری می‌باشد.